# 1 korona czechosłowacka (1922)

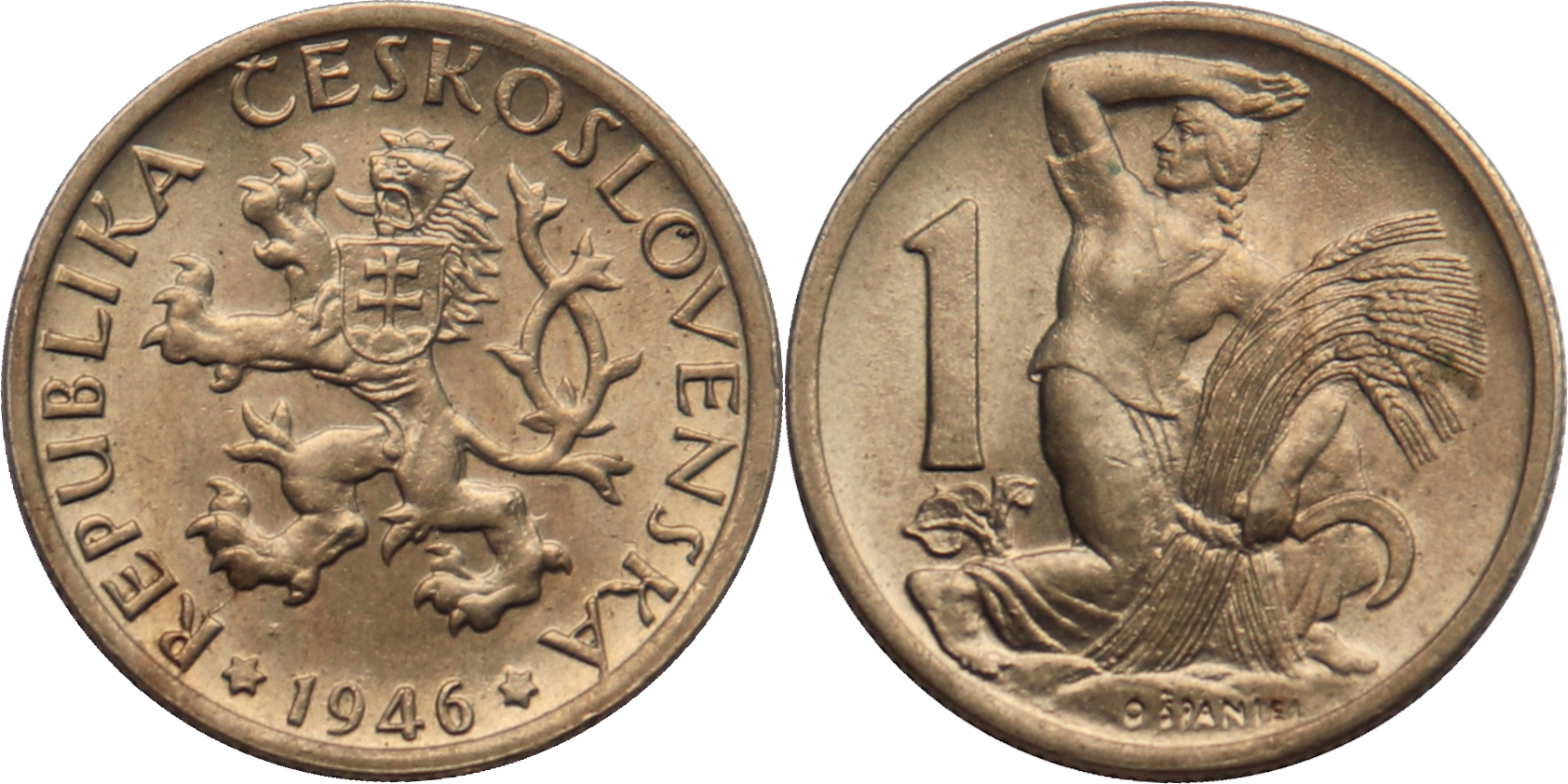
1946-1947

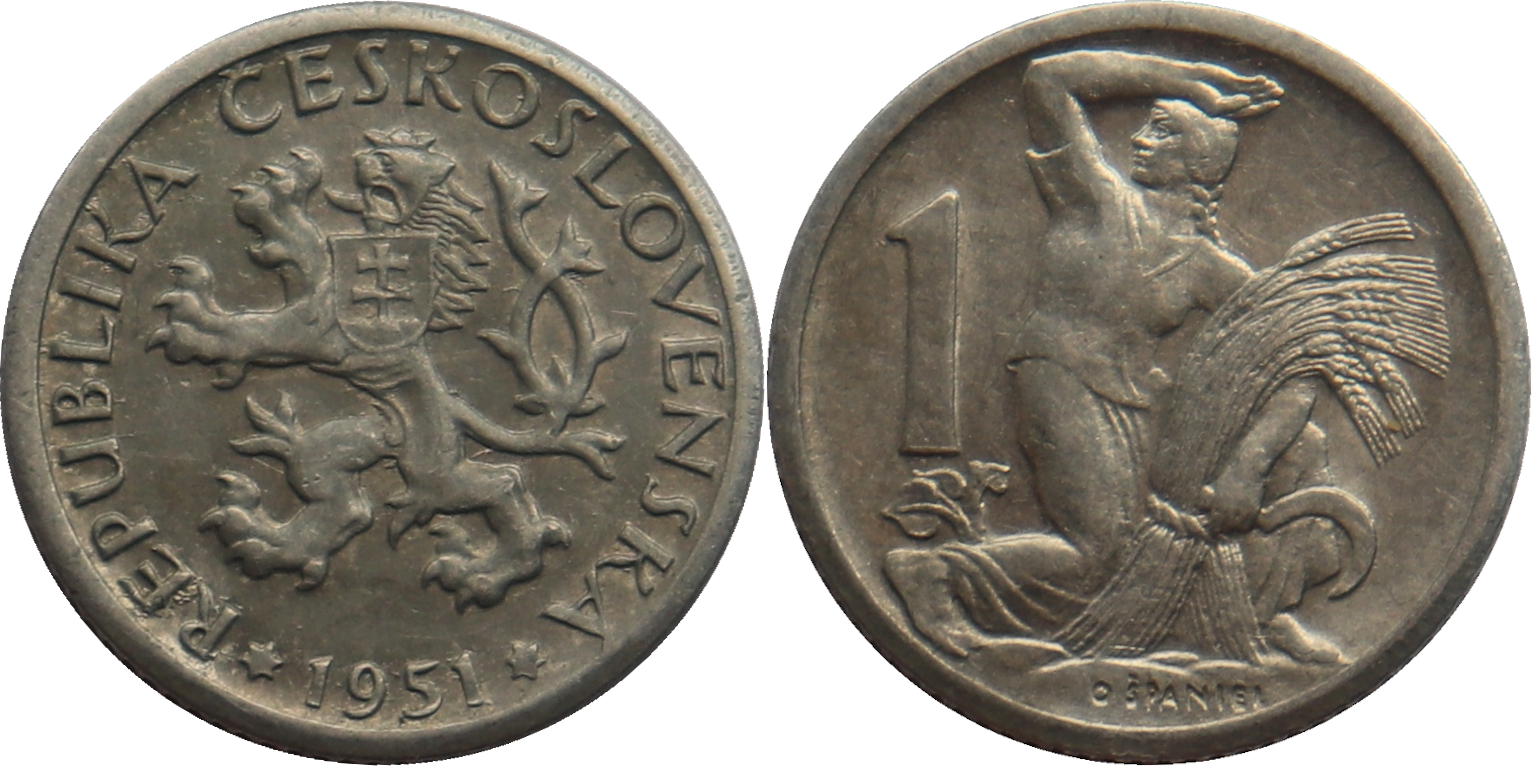
1950-1953

1 korona (cz. i słow. 1 koruna) – czechosłowacka moneta obiegowa o nominale 1 korony wyemitowana w 1922 roku, a wycofana ostatecznie w roku 1953. W tym czasie bita była w trzech wariantach – dwóch różnych stopach metalu i dwóch rozmiarach. Obie strony monety zostały zaprojektowane przez Otakara Španiela.

## Wzór
W centralnej części awersu umieszczono pochodzące z małego herbu Czechosłowacji godło państwowe – heraldycznego wspiętego lwa w koronie o podwójnym ogonie. Na jego piersi znajdował się herb Słowacji – podwójny krzyż na trójwzgórzu. Poniżej umieszczono rok bicia (zapisany zewnętrznie), zaś wzdłuż otoku inskrypcję „REPUBLIKA ČESKOSLOVENSKÁ” (zapisaną wewnętrznie). Oba elementy legendy rozdzielono dwiema sześcioramiennymi gwiazdami.
Wzór rewersu przedstawiał żniwiarkę przy pracy – jedną ręką ocierała pot z czoła, w drugiej zaś, przytrzymując snopek zboża, dzierżyła sierp. Po lewej stronie monety umieszczono zapisany cyfrą arabską nominał, a poniżej pęd lipy. U dołu znalazło się oznaczenie projektanta („O • ŠPANIEL”).

## Nakład
Pierwsze monety jednokoronowe bito na mocy ustawy z dnia 1 marca 1921 r. o emisji drobnych monet. Początkowo wytwarzano je z miedzioniklu (MN20, 80% miedzi, 20% niklu), z krążków o masie 6,67 g (zgodnie z ustawą z kilograma surowca miało powstać 150 sztuk monet). Rozporządzeniem rządu z 26 maja 1922 r. przewidziano, że do obiegu w formie monet o nominale 1 Kč zostanie wprowadzonych maksymalnie 100 mln koron. Wzór monet oraz ich średnicę (25 mm) ustalono wydanym tego samego dnia zarządzeniem Urzędu Bankowego przy Ministerstwie Finansów. Monety te pozostawały w obiegu także po likwidacji państwa czechosłowackiego w 1939 roku. W Republice Słowackiej wycofano je z obiegu 28 lutego 1941 r. W Protektoracie Czech i Moraw uległy demonetyzacji z dniem 31 lipca 1941 r., choć dopuszczono możliwość ich wymiany w placówkach pocztowych i bankowych przez kolejne cztery miesiące. 
Miedzioniklowe monety o nominale 1 Kč bito w latach 1922–1925, 1929–1930 oraz 1937–1938, kiedy to powstało ich łącznie przeszło 115 mln sztuk. Ponadto już po upadku Czechosłowacji, w 1939 roku kremnicka mennica korzystając ze starych stempli wyemitowała dalsze dwa miliony monet na potrzeby Protektoratu Czech i Moraw.
Po zakończeniu II wojny światowej monety te ponownie dopuszczono do obrotu na mocy zarządzenia Ministra Finansów z 4 lipca 1945 r. Począwszy od 1946 roku w Kremnicy prowadzono produkcję monet o takim samym wzorze i stopie, jednak już z mniejszych krążków metalu – 21 mm średnicy i 4,5 g masy. Wzór i rozpoczęcie emisji usankcjonowano zarządzeniem Ministra Finansów z 17 kwietnia 1946 r. Monety te bito jedynie przez dwa lata, do roku 1947, jednak już w pierwszym roku wytworzono 88 mln sztuk. Jednocześnie z końcem maja 1947 r. przedwojenne monety przestały być oficjalnym środkiem płatniczym. W 1950 roku przystąpiono do bicia kolejnych monet o nominale jednej korony. Utrzymano zarówno wzór Španiela, jak i dotychczasowy rozmiar (średnica 21 mm), jednak zdecydowano się na zastosowanie stopu aluminium: glinu z dwuprocentową domieszką magnezu, wobec czego krążek, z jakiego wytwarzano monetę ważył zaledwie 1,33 g. Powojenne typy monet ze żniwiarką na rewersie zostały oficjalnie wycofane z obrotu wraz z wejściem w życie ustawy o reformie walutowej z 30 maja 1953 r.
Łącznie wyemitowano blisko 519 mln tych monet, w tym ponad 119 mln monet pierwszego, przeszło 100 mln drugiego i niemal 300 mln trzeciego typu.
| rok  | nakład      | stop          |                   |
| ---- | ----------- | ------------- | ----------------- |
| 1922 | 50 000      | miedzionikiel | [ 1 ] [ 4 ] [ 7 ] |
| 1923 | 15 385 000  | miedzionikiel | [ 1 ] [ 4 ] [ 7 ] |
| 1924 | 21 041 000  | miedzionikiel | [ 1 ] [ 4 ] [ 7 ] |
| 1925 | 8 574 000   | miedzionikiel | [ 1 ] [ 4 ] [ 7 ] |
| 1929 | 5 000       | miedzionikiel | [ 1 ] [ 4 ] [ 7 ] |
| 1930 | 5 000       | miedzionikiel | [ 1 ] [ 4 ] [ 7 ] |
| 1937 | 3 806 000   | miedzionikiel | [ 1 ] [ 4 ] [ 7 ] |
| 1938 | 8 582 000   | miedzionikiel | [ 1 ] [ 4 ] [ 7 ] |
| 1939 | 2 000       | miedzionikiel | [ 15 ]            |
|      |             |               |                   |
| 1946 | 88 000      | miedzionikiel | [ 2 ] [ 5 ] [ 7 ] |
| 1947 | 12 550 000  | miedzionikiel | [ 5 ] [ 7 ]       |
|      |             |               |                   |
| 1950 | 62 190 000  | aluminium     | [ 3 ] [ 6 ] [ 7 ] |
| 1951 | 61 395 000  | aluminium     | [ 3 ] [ 6 ] [ 7 ] |
| 1952 | 101 105 000 | aluminium     | [ 3 ] [ 6 ] [ 7 ] |
| 1953 | 73 905 000  | aluminium     | [ 3 ] [ 6 ] [ 7 ] |

## Wersje próbne
W roku 1947 wybito pewną liczbę monet aluminiowych o nominale 1 korony. Ich wzór, a także ząbkowanie rantu, było identyczne z wytwarzanymi w tym czasie monetami z miedzioniklu. W odróżnieniu od nich aluminiowe monety z lat 1950–1953, choć także miały ząbkowany rant, to jednak ząbkowanie to było grubsze a liczba ząbków mniejsza. Dokładna wysokość nakładu aluminiowej serii z roku 1947 nie jest znana.